# Prösen

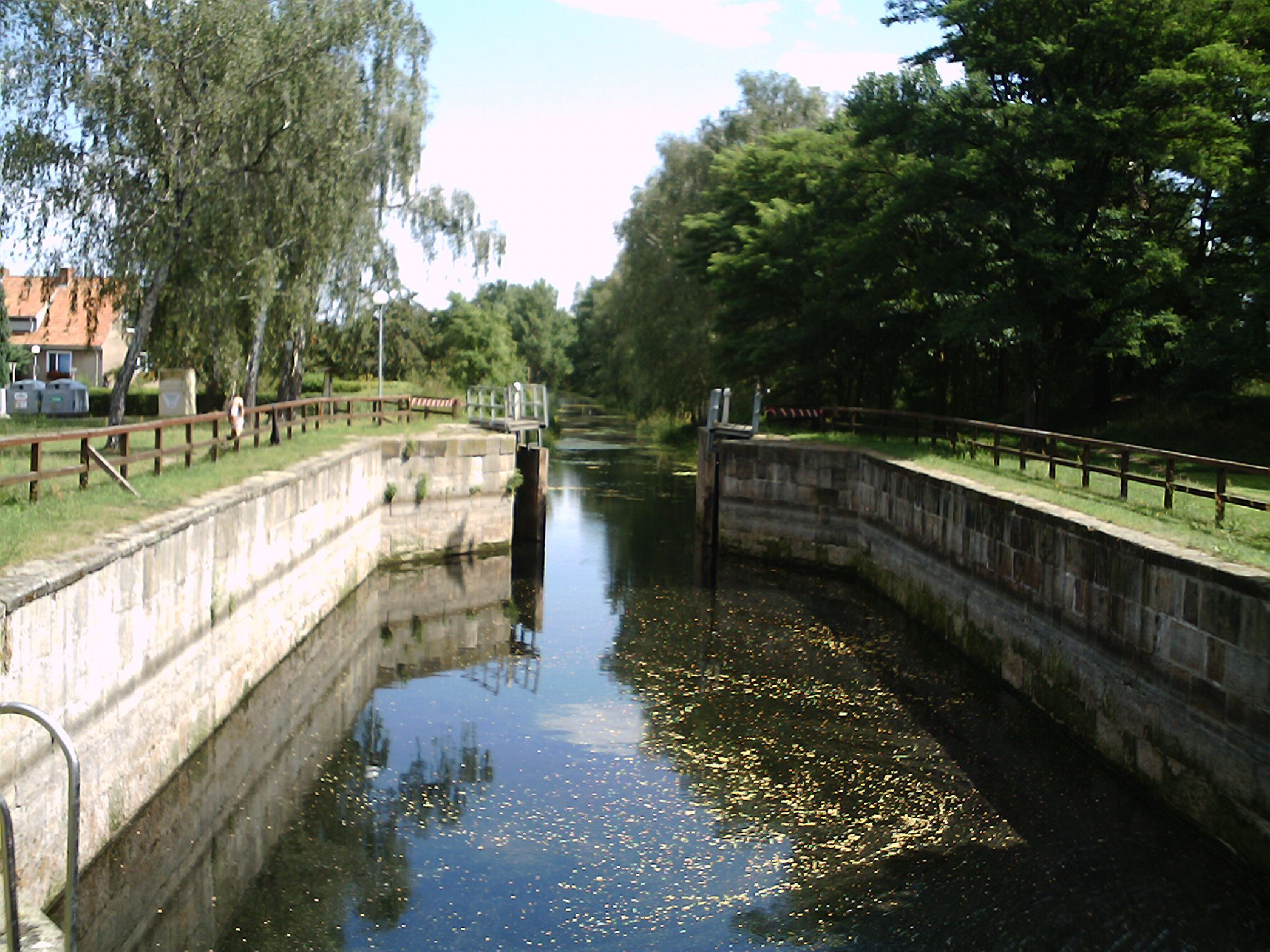
Die Schleuse Prösen

Prösen ist die größte Ortschaft der Gemeinde Röderland im Landkreis Elbe-Elster im Süden des Landes Brandenburg.
Die Ortschaft Prösen hat 1.650 Einwohner (Stand Dezember 2024). Sie liegt unmittelbar an der Bahnstrecke Zeithain–Elsterwerda und nahe der Bahnstrecke Berlin–Dresden, sowie den Bundesstraßen 101 und 169. Der Ort liegt am Elsterwerda-Grödel-Floßkanal.

## Geschichte

Prösen auf einer geschichtlichen Karte des Kreises Liebenwerda (1910).

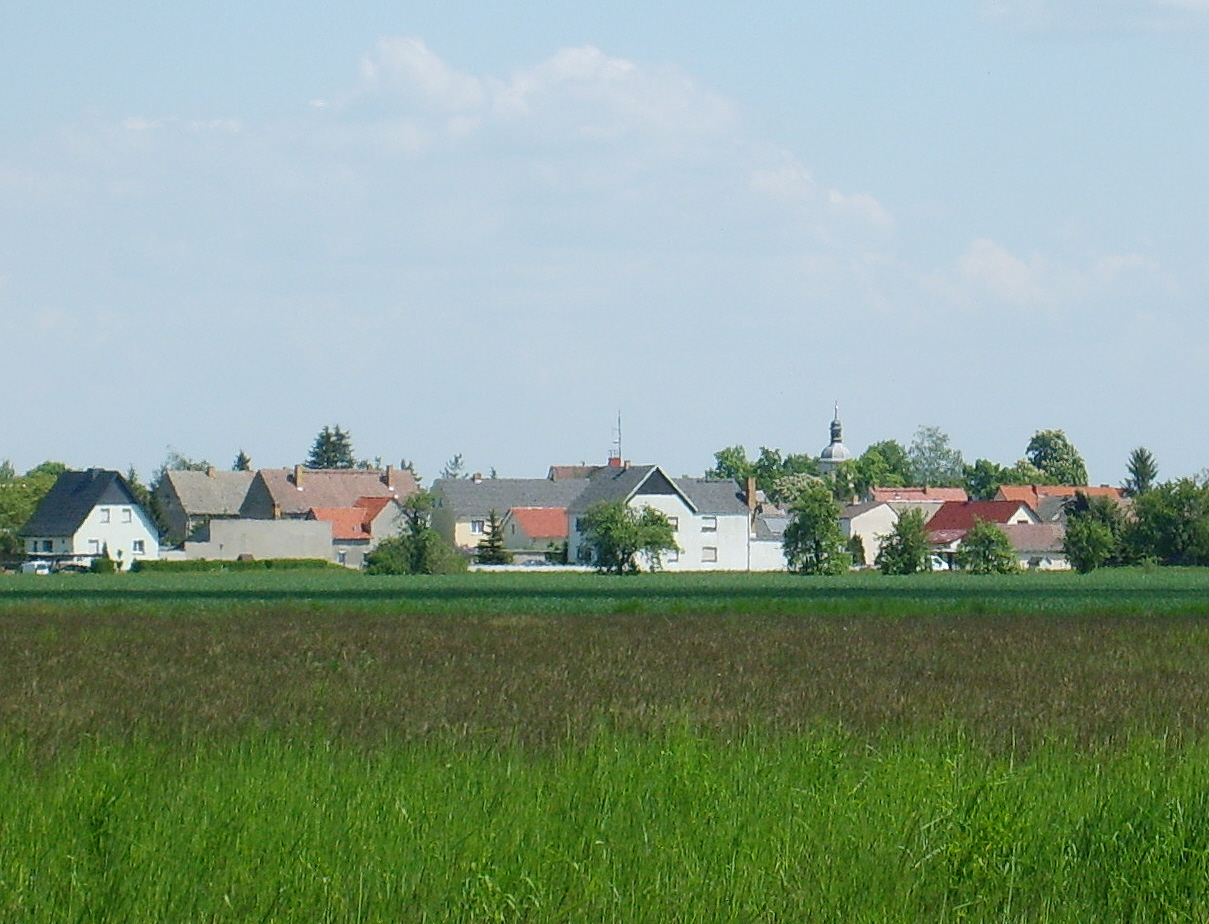
Prösen

Bereits im 3./4. Jahrhundert existierte eine größere germanische Siedlung im Bereich der heutigen Prösener Eigenheimsiedlung „Am Fuchsberg“. Während mehrmonatiger archäologischer Ausgrabungen in den Jahren 1999 und 2000 wurden Reste von Lang- und Grubenhäusern, Pfostenreihen, von Brunnen und Abfallgruben freigelegt. Das Fundmaterial umfasst Keramik, darunter Drehscheibenware sowie die Nachbildung eines römischen Glasgefäßes, bronzene Fibeln, eine römische Münze und Eisenschlacke.
Prösen wurde im Jahre 1140 erstmals urkundlich erwähnt. Der Name ist vermutlich abgeleitet aus dem slawischen „Brasa“ (die Birke). Die Bewohner betrieben im Wesentlichen Ackerbau.
1835 wurde der Ort von einem Feuer zum größten Teil zerstört.
Zu dieser Zeit zählte das Dorf 62 Wohnhäuser mit 134 Einwohnern. An Vieh wurden 39 Pferde, 333 Stück Rindvieh, 2 Ziegen und 52 Schweine gezählt.
Die Prösener Schule ist die älteste in der Parochie Stolzenhain. Mit Beginn der Industrialisierung arbeiten viele Einwohner in den Fabriken von Elsterwerda und im Eisenwerk Gröditz. Der Ort liegt am linken Ufer des Floßkanals und an den Bahnstrecken Elsterwerda–Dresden und Riesa–Elsterwerda, an deren Verlauf ein Haltepunkt mit Stückgutverkehr eingerichtet wurde. Deshalb konnte sich auch in Prösen eine Metallgießerei, eine Schlosserei, eine Fabrik zur Herstellung von Landmaschinen sowie eine elektrische Mühle etablieren.
Die Kirche in der Mitte des langgestreckten Ortes wurde 1751 erbaut. 1539 wird eine Kapelle erwähnt. 1903 bekam Prösen einen eigenen Pfarrer und bildete eine eigene Parochie. 1912 wurde die erste Hochspannungsleitung Europas entlang dem Elsterwerda-Grödel-Floßkanal erbaut und in Betrieb genommen.
Am 26. Oktober 2003 schloss sich Prösen mit fünf weiteren bis dahin eigenständigen Gemeinden des Amts Röderland zur neuen Gemeinde Röderland zusammen. Prösen ist heute der größte Ortsteil der Gemeinde und zugleich deren Verwaltungssitz.

### Bevölkerungsentwicklung
| Einwohnerentwicklung von Prösen ab 1875 bis 2002 | Einwohnerentwicklung von Prösen ab 1875 bis 2002 | Einwohnerentwicklung von Prösen ab 1875 bis 2002 | Einwohnerentwicklung von Prösen ab 1875 bis 2002 | Einwohnerentwicklung von Prösen ab 1875 bis 2002 | Einwohnerentwicklung von Prösen ab 1875 bis 2002 | Einwohnerentwicklung von Prösen ab 1875 bis 2002 | Einwohnerentwicklung von Prösen ab 1875 bis 2002 | Einwohnerentwicklung von Prösen ab 1875 bis 2002 | Einwohnerentwicklung von Prösen ab 1875 bis 2002 | Einwohnerentwicklung von Prösen ab 1875 bis 2002 | Einwohnerentwicklung von Prösen ab 1875 bis 2002 | Einwohnerentwicklung von Prösen ab 1875 bis 2002 | Einwohnerentwicklung von Prösen ab 1875 bis 2002 |
| Jahr                                             | Einwohner                                        |                                                  | Jahr                                             | Einwohner                                        |                                                  | Jahr                                             | Einwohner                                        |                                                  | Jahr                                             | Einwohner                                        |                                                  | Jahr                                             | Einwohner                                        |
| ------------------------------------------------ | ------------------------------------------------ | ------------------------------------------------ | ------------------------------------------------ | ------------------------------------------------ | ------------------------------------------------ | ------------------------------------------------ | ------------------------------------------------ | ------------------------------------------------ | ------------------------------------------------ | ------------------------------------------------ | ------------------------------------------------ | ------------------------------------------------ | ------------------------------------------------ |
| 1875                                             | 800                                              |                                                  | 1946                                             | 3.304                                            |                                                  | 1989                                             | 2.510                                            |                                                  | 1995                                             | 2.353                                            |                                                  | 2001                                             | 2.271                                            |
| 1890                                             | 800                                              |                                                  | 1950                                             | 3.126                                            |                                                  | 1990                                             | 2.475                                            |                                                  | 1996                                             | 2.374                                            |                                                  | 2002                                             | 2.257                                            |
| 1910                                             | 1.000                                            |                                                  | 1964                                             | 2.777                                            |                                                  | 1991                                             | 2.395                                            |                                                  | 1997                                             | 2.350                                            |                                                  |                                                  |                                                  |
| 1925                                             | 1.656                                            |                                                  | 1971                                             | 2.846                                            |                                                  | 1992                                             | 2.351                                            |                                                  | 1998                                             | 2.334                                            |                                                  |                                                  |                                                  |
| 1933                                             | 2.204                                            |                                                  | 1981                                             | 2.595                                            |                                                  | 1993                                             | 2.371                                            |                                                  | 1999                                             | 2.307                                            |                                                  |                                                  |                                                  |
| 1939                                             | 2.650                                            |                                                  | 1985                                             | 2.578                                            |                                                  | 1994                                             | 2.365                                            |                                                  | 2000                                             | 2.299                                            |                                                  |                                                  |                                                  |

## Kultur und Sehenswürdigkeiten

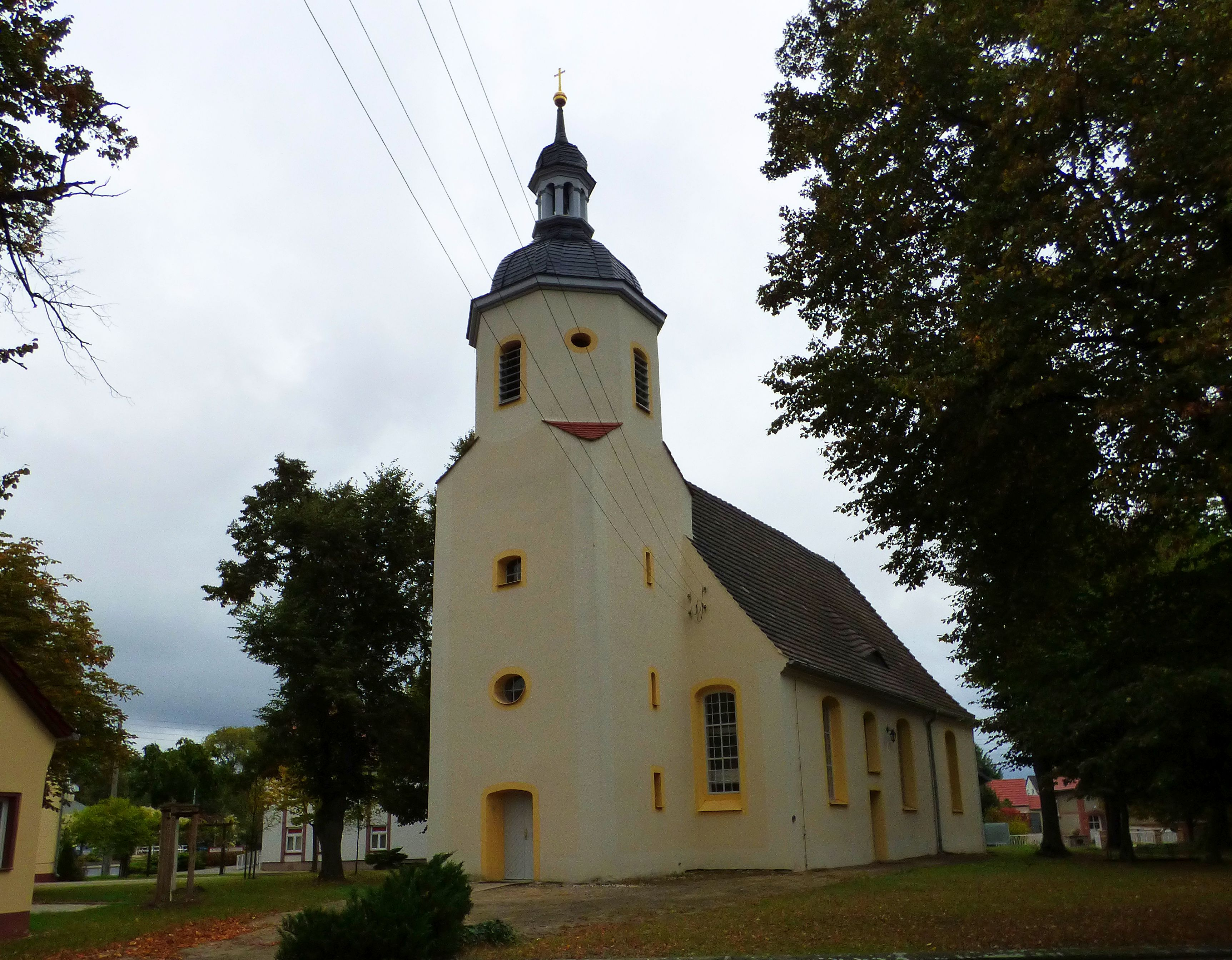
Dorfkirche Prösen

Das gesellschaftliche Leben der Ortschaft wird in erster Linie von den ortsansässigen Vereinen (Heimatverein Großenhainer Straße e. V., Ortsfeuerwehrverein Prösen, Sportverein 1919 Prösen, Kleintierzüchterverein) geprägt. Alljährlich werden sowohl ein Dorffest als auch ein Sportfest veranstaltet.

## Wirtschaft
Im Ort haben sich einige Gewerbebetriebe und landwirtschaftliche Betriebe angesiedelt.
Prösen ist Sitz der ALGATEC Solar AG, einem mittelständischen Unternehmen, das Solarmodule aus kristallinen Zellen fertigt. Für das Jahr 2009 ist eine erhebliche Erweiterung der Produktionskapazität auf 175 MW geplant; außerdem ist die Schaffung von weiteren 190 Arbeitsplätzen angekündigt. Am 1. Oktober 2009 übernahm die AG die Aktienmehrheit der börsennotierten Sunline Solar AG im bayrischen Fürth. Das 1985 gegründete Unternehmen, welches Insolvenz anmeldete, gilt als einer der Pioniere der deutschen Solarbranche.

## Persönlichkeiten
- Reinhard Höppner (1948–2014), Politiker und Autor, Sohn des Dorfpfarrers Franz Höppner

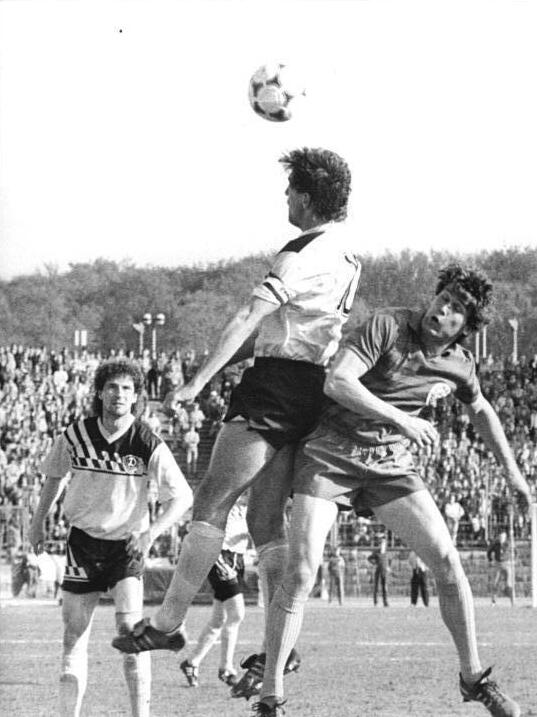
Ralf Minge (Bildmitte) in einem Spiel gegen Hansa Rostock 1989

- Ralf Minge (* 1960), Fußballspieler, -trainer und -funktionär